# Германийорганические соединения
Германийорганические соединения — металлоорганические соединения содержащие связь «германий-углерод». Иногда ими называются любые органические соединения, содержащие германий.
Первое германоорганическое соединение — тетраэтилгерман, было синтезировано немецким химиком Клеменсом Винклером (нем. Clemens Winkler) в 1887 году.

## Классификация
Германийорганические соединения можно рассматривать как замещённые производные гидридов германия, преимущественно германов.
Гидриды германия:
- германы — соединения типа GenH2n+2 (где n от 1 до 8)
- гермилены — соединения типа(GeH2)n.

Германийорганические соединения:

1. производные германов — в основном дигермана и моногермана
  - Ge2R6 и GeR4; R — алкил, ацил, арил.
  - галогенгерманы GeHalnRmH4—(n—m)
  - алоксигерманы
  - дигермоксаны-«эфиры» с формулой R3Ge—O—GeR3
  - дигермазаны
2. производные гермиленов.

## Получение
Прямой синтез из галогенопроизводных углеводородов и чистого германия Ge + RCl → R2GeCl2 + R3GeCl + RGeCl3 при температуре 400 °C в присутствии меди
Другие методы не являются промышленными, кроме замещения германов.

## Применение
Различные германийорганические соединения используются как теплоносители, добавки к смазке, сополимеры.